# Guido Balzarini
Guido Balzarini (* 21. Oktober 1874 in Arrone; † 1935 in Rom) war ein italienischer Säbelfechter.

## Erfolge
Guido Balzarini nahm an den Olympischen Spielen 1924 in Paris mit Erfolg teil, da er mit der Mannschaft ungeschlagen den ersten Platz belegte. Gemeinsam mit Renato Anselmi, Marcello Bertinetti, Bino Bini, Vincenzo Cuccia, Oreste Moricca, Oreste Puliti und Giulio Sarrocchi wurde Balzarini, der zwar nur im Viertelfinalgefecht gegen die Vereinigten Staaten zum Einsatz kam, in diesem aber sämtliche Gefechte gewann, Olympiasieger. Mit 49 Jahren ist er der älteste Olympiasieger der italienischen Olympiageschichte. Unter allen Olympiasiegern im Fechten war nur der Ungar Aladár Gerevich zum Zeitpunkt seines Olympiasiegs 1960 älter.